# توحید لطفی
توحید لطفی (زاده ۱۹ آذرماه ۱۳۷۷، تبریز) یک بازیکن فوتسال اهل ایران است.

## افتخارات

### افتخارت فری
- بهترین بازیکن فوتسال زیر بیست سال آسیا 2017[۴][۵][۶]
- بهترین بازیکن فوتسال زیر بیست سال ایران[۷] 1396[۸]
- کاندیدای بهترین بازیکن فوتسال آسیا 2017[۹][۱۰]
- ششمین بازیکن جوان فوتسال جهان در سایت فوتسال پلنت 2017[۱۱]
- هفتمین بازیکن جوان فوتسال جهان در سایت فوتسال پلنت[۱۲] 2018[۱۳]

### افتخارت تیمی
- نایب قهرمان مسابقات فوتسال دانش آموزی جهان (کرواسی 2016)[۱۴]
- دو عنوان قهرمانی لیگ برتر فوتسال ایران (۱۳۹۶_۱۳۹۷)
- قهرمانی زیر بیست سال فوتسال آسیا (تایلند۲۰۱۷)
- قهرمانی جام باشگاه‌های فوتسال آسیا

(اندوزی ۲۰۱۸)
- قهرمانی مسابقات فوتسال دانش جویان آسیا (چین ۲۰۱۷)